# Gladiolus flavoviridis
Gladiolus flavoviridis är en irisväxtart som beskrevs av Peter Goldblatt. Gladiolus flavoviridis ingår i släktet sabelliljor, och familjen irisväxter. Inga underarter finns listade i Catalogue of Life.